# Franklin (minissérie)
Franklin é uma minissérie de drama biográfico sobre o fundador dos Estados Unidos, Benjamin Franklin, baseada no livro de Stacy Schiff de 2005, A Great Improvisation: Franklin, France, and the Birth of America. A série foi lançada na Apple TV + em 12 de abril de 2024. 

## Premissa
Retrata os oito anos que Benjamin Franklin passou na França para convencer o país a subscrever a democracia dos Estados Unidos da América.

## Elenco
- Michael Douglas como Benjamin Franklin
- Noah Jupe como William Temple Franklin
- Marc Duret como Monsieur Brillon
- Ludivine Sagnier como Anne Louise Brillon de Jouy
- Thibault de Montalembert como Charles Gravier, conde de Vergennes
- Daniel Mays como Edward Bancroft
- Assaad Bouab como Pierre Beaumarchais
- Eddie Marsan como John Adams
- Jeanne Balibar como Anne-Catherine de Ligniville, Madame Helvétius
- Théodore Pellerin como Gilbert du Motier, Marquês de Lafayette
- John Hollingworth como Lord David Stormont

## Produção
Foi anunciado em fevereiro de 2022 que Michael Douglas estrelaria a série como Benjamin Franklin para a Apple TV+, com Kirk Ellis escrevendo a série e Tim Van Patten dirigindo.  Em junho de 2022, foi anunciado que Howard Korder havia se juntado à produção como escritor e produtor executivo. 